# Motohiko Nakajima
Motohiko Nakajima (jap. 中島 元彦, Motohiko Nakajima; * 18. April 1999 in der Präfektur Osaka) ist ein japanischer Fußballspieler.

## Karriere
Motohiko Nakajima erlernte das Fußballspielen in der Jugendmannschaft von Cerezo Osaka. Hier unterschrieb er auch 2018 seinen ersten Profivertrag. Der Verein aus Osaka, einer Stadt in der Präfektur Osaka, spielte in der höchsten japanischen Liga, der J1 League. Die U23-Mannschaft des Vereins spielte in der dritten Liga, der J3 League. Hier bestritt er 65 Drittligaspiele und schoss dabei 16 Tore. Von Juli 2020 bis Saisonende 2021 wurde er an den J2-League-Zweitligisten Albirex Niigata ausgeliehen. Für den Verein aus Niigata bestritt er 35 Zweitligaspiele. Vegalta Sendai, ein Zweitligist aus Sendai, nahm ihn auf Leihbasis im April 2022 unter Vertrag. Nach 105 Ligaspielen, in denen er 25 Treffer erzielte, kehrte er im Februar 2025 zu Cerezo zurück.